# Legatum Stolpianum

Portret van Jan Stolp

Het Legatum Stolpianum (legaat van Stolp) is een akademische prijs die sinds 1755 wordt uitgereikt door de Universiteit Leiden. Het is daarmee de oudste nog bestaande Nederlandse wetenschapsprijs.

De Leidse burger Jan Stolp (1671-1753) heeft de prijs bij testament ingesteld als een tweejaarlijkse prijsvraag over geloof en wetenschap. Op basis van zijn testament bestaat de jury uit hoogleraren in de theologie, filosofie, geneeskunde, rechten, natuurwetenschappen en geesteswetenschappen. De prijswinnaar ontving een gouden, later zilveren penning. Sinds 1959 wordt elke vijf jaar een geldprijs  (€ 2000 sinds 2001) uitgereikt voor een proefschrift op een ethisch/wijsgerig onderwerp, vaak rakend aan de natuurwetenschappen.
De eerste maal, in 1755, is de prijsvraag gewonnen door J.A. Melchior voor het proefschrift over "argumenten waarmee het bestaan van God achteraf bewezen kan worden". Onder de laureaten bevindt zich de latere Nobelprijswinnaar Jan Tinbergen, diens essay uit 1930 is helaas verloren gegaan.